# Liste des épisodes de Mary Jane
Pour un article plus général, voir Liste des épisodes de Spider-Man.
La liste des épisodes de Mary Jane est la liste des épisodes de la série de comic books se déroulant dans l'univers de Spider-Man, se concentrant autour du personnage de Mary Jane Watson.

## Mary Jane
| Numéro | Titre               | Scénariste    | Dessinateur      | Date de publication |
| --- | ------------------- | ------------- | ---------------- | ------------------- |
| |                     |               |                  |                     |
| 1 | (The Real Thing)    | Sean McKeever | Takeshi Miyazawa | Juin 2004           |
| Le gala de fin d'année du lycée approche. Liz compte y aller avec son petit-ami, Flash, mais Mary Jane n'a personne. Elle propose un rendez-vous à Harry, mais n'est pas satisfaite de leur soirée. Rentrant chez elle en métro, elle est attaquée par Electro, et sauvée par Spider-Man. Elle décide de lui demander de l'accompagner à sa soirée de gala. |                     |               |                  |                     |
| ( |                     |               |                  |                     |
| 2 | (The Money Thing)   | Sean McKeever | Takeshi Miyazawa | Juillet 2004        |
| Mary Jane candidate à des petits emplois pour gagner un peu d'argent et pouvoir payer ses dîners avec Harry. Exténuée, elle ne peut réviser ses cours et ses notes déclinent. Le lycée l'oblige à suivre des sessions avec le conseiller d'orientation, M. Limke.                                                                                           |                     |               |                  |                     |
| |                     |               |                  |                     |
| 3 | (The Loyalty Thing) | Sean McKeever | Takeshi Miyazawa | Août 2004           |
| Mary Jane se fait harcelée au lycée. Flash décide de s'occuper des deux élèves qui la harcèlent. Mary Jane s'inquiète pour Flash, avec lequel Liz est parfois méchante. Lors d'un rendez-vous, Mary Jane, qui comptait rompre avec Harry, l'embrasse. Elle apprend par erreur que Flash est amoureux d'elle.                                                |                     |               |                  |                     |
| |                     |               |                  |                     |
| 4 | (The Trust Thing)   | Sean McKeever | Takeshi Miyazawa | Septembre 2004      |
| Flash remporte un match de football américain. Liz mène l'enquête pour savoir pour qui Flash a le béguin. Mary Jane le retrouve et lui apprend qu'elle sait qu'il est amoureux d'elle. |                     |               |                  |                     |
| |                     |               |                  |                     |

## Mary Jane: Homecoming
| Numéro | Titre                  | Scénariste    | Dessinateur      | Date de publication |
| --- | ---------------------- | ------------- | ---------------- | ------------------- |
| |                        |               |                  |                     |
| 1 | (The Cheating Thing)   | Sean McKeever | Takeshi Miyazawa | Mars 2005           |
| Le gala de fin d'année se rapproche. Liz ne veut plus parler à Mary Jane. Norman Osborn veut qu'Harry arrête de sortir avec Mary Jane tant que ses notes ne s'améliorent pas. Peter devient le tuteur d'Harry en physique, mais il abandonne. Harry veut tricher au prochain contrôle de physique et se dispute avec Mary Jane, qui refuse. |                        |               |                  |                     |
| ( |                        |               |                  |                     |
| 2 | (The Friendship Thing) | Sean McKeever | Takeshi Miyazawa | Avril 2005          |
| |                        |               |                  |                     |
| |                        |               |                  |                     |
| 3 | (The Regret Thing)     | Sean McKeever | Takeshi Miyazawa | Mai 2005            |
| |                        |               |                  |                     |
| |                        |               |                  |                     |
| 4 | (The Homecoming Thing) | Sean McKeever | Takeshi Miyazawa | Juin 2005           |
| |                        |               |                  |                     |
| |                        |               |                  |                     |

## Spider-Man Loves Mary Jane (vol. 1)
| Numéro | Titre                           | Scénariste    | Dessinateur                             | Date de publication |
| --- | ------------------------------- | ------------- | --------------------------------------- | ------------------- |
| |                                 |               |                                         |                     |
| 1 | (The Boyfriend Thing)           | Sean McKeever | Takeshi Miyazawa                        | Février 2006        |
| Peter et Mary Jane sont élèves au lycée de Midtown. Peter est le tuteur de maths de Mary Jane, qui est sa voisine. Cette dernière a le béguin pour Spider-Man, qui est apparu récemment à New York. Harry Osborn demande que Peter soit son tuteur en histoire afin de se rapprocher de MJ, avec qui il a cassé récemment. Mary Jane va boire un verre au Coffee Bean avec Liz, qui a cassé avec Flash lorsqu'elle a appris que ce dernier était amoureux de Mary Jane. MJ, qui a déjà rencontré Spidey plusieurs fois par hasard, veut le rencontrer et sortir avec lui ; elle crée une carte de tous les endroits où Spider-Man a été vu à Manhattan, et réussit à le coincer. Spider-Man refuse. |                                 |               |                                         |                     |
| |                                 |               |                                         |                     |
| 2 | (The Jealousy Thing)            | Sean McKeever | Takeshi Miyazawa                        | Mars 2006           |
| Mary Jane passe une audition pour être recrutée comme comédienne par l'association de théâtre du lycée, et se fait de nouveaux amis au sein de l'association. Flash est jaloux de ce que Peter soit le tuteur de MJ, et le coince au lycée pour lui ordonner de ne plus côtoyer Mary Jane. Un soir, MJ voit Firestar et Spider-Man ensemble, ce qui la rend jalouse. Mary Jane défend Peter face à Flash. Elle obtient le rôle principal dans la pièce de théâtre shakespearienne à la place d'une camarade de classe, Lindsay. |                                 |               |                                         |                     |
| |                                 |               |                                         |                     |
| 3 | (The Hurtful Thing)             | Sean McKeever | Takeshi Miyazawa                        | Avril 2006          |
| Lindsay et Harry Osborn se mettent en couple. Dans l'amphithéâtre du lycée, Peter entend Lindsay dire à une amie qu'elle utilise Harry pour faire du mal à Mary Jane. MJ demande à Peter de venir avec elle à une soirée. Il décide d'aller parler à Liz pour lui expliquer la situation ; cette dernière va voir Lindsay et lui parle. Harry et Lindsay rompent, et Harry en veut à Mary Jane. Spider-Man se rend chez Mary Jane et lui propose un rendez-vous. |                                 |               |                                         |                     |
| |                                 |               |                                         |                     |
| 4 | (The Fantasy Thing)             | Sean McKeever | Takeshi Miyazawa                        | Mai 2006            |
| Mary Jane est heureuse d'avoir un rendez-vous avec l'Araignée vendredi soir. Liz lui dit que Peter semble avoir le béguin pour elle. Elle l'accompagne à une exposition sur les météorites, mais Peter doit partir plus tôt que prévu pour arrêter un criminel. Le vendredi soir, Peter se présente chez Mary Jane et lui propose qu'ils sortent ensemble ce soir-là. Mary Jane refuse pour aller avec Spider-Man. |                                 |               |                                         |                     |
| |                                 |               |                                         |                     |
| 5 | (The Unexpected Thing)          | Sean McKeever | Takeshi Miyazawa                        | Juin 2006           |
| Spider-Man organise la soirée avec Mary Jane en lui montrant New York sous des angles en hauteur. Mary Jane se rend toutefois compte qu'elle préférerait être avec Peter. La soirée s'achève et Mary Jane rentre en métro chez elle. Elle décide de dire à Peter qu'elle l'aime le lendemain. Elle le retrouve à la bibliothèque de l'école, avec une nouvelle élève dont il devient le tuteur : Gwen Stacy. |                                 |               |                                         |                     |
| |                                 |               |                                         |                     |
| 6 | (The Origin Thing, Part 1 of 2) | Sean McKeever | Takeshi Miyazawa et Valentine De Landro | Juillet 2006        |
| Mary Jane se plaint de l'irruption de Gwen à Liz. Elle lui raconte comment elle a rencontré Peter un an auparavant, après que Ned avait rompu avec elle. L'oncle de Peter venait d'être tué, et Spider-Man était apparu pour la première fois. |                                 |               |                                         |                     |
| |                                 |               |                                         |                     |
| 7 | (The Origin Thing, Part 2 of 2) | Sean McKeever | Takeshi Miyazawa et Valentine De Landro | Août 2006           |
| Mary Jane raconte une rencontre avec Peter, quelque temps après la mort de son oncle. Peter et Gwen arrivent au Coffee Bean et s'assoient avec Mary Jane et Liz. |                                 |               |                                         |                     |
| |                                 |               |                                         |                     |
| 8 | (The Single Thing)              | Sean McKeever | Takeshi Miyazawa et Valentine De Landro | Septembre 2006      |
| Spider-Man se rend au lycée Midtown car il soupçonne un enseignant ou un élève d'être le Looter, un voleur qui lui échappe depuis quelque temps. Il tombe sur Mary Jane, qui lui dit qu'elle aime un camarade de classe, mais que leur relation est un peu étrange pour le moment. L'Araignée pense qu'elle fait référence à Harry. |                                 |               |                                         |                     |
| |                                 |               |                                         |                     |
| 9 | (The Gwen Thing)                | Sean McKeever | Takeshi Miyazawa                        | Octobre 2006        |
| Gwen invite Mary Jane à déjeuner pour sympathiser avec elle. Peter l'invite jouer aux jeux-vidéos dans une salle d'arcade. Elle décide finalement, sur conseil du conseiller d'orientation du lycée, d'aller à la salle d'arcade les rejoindre dans l'après-midi. Lorsqu'elle arrive, Gwen embrasse Peter. |                                 |               |                                         |                     |
| |                                 |               |                                         |                     |
| 10 | (The Right Thing)               | Sean McKeever | Takeshi Miyazawa                        | Novembre 2006       |
| Spider-Man retrouve Mary Jane sur le toit de l'école. Spidey comprend que c'est de Peter dont Mary Jane est amoureuse depuis le début. Leur conversation est interrompue par le Looter, que l'Araignée cherchait à arrêter depuis plusieurs semaines. Il s'agissait du conseiller d'orientation du lycée. Le soir même, Mary Jane se rend chez Peter. |                                 |               |                                         |                     |
| |                                 |               |                                         |                     |
| 11 | (The MJ Thing)                  | Sean McKeever | Takeshi Miyazawa                        | Décembre 2006       |
| La pièce de théâtre est un succès, et Mary Jane devient très populaire au lycée. Harry rompt avec sa précédente petite-amie. Il s'oppose à Luke, qui cherche à draguer Mary Jane. Spider-Man passe chez Mary Jane pour lui parler. |                                 |               |                                         |                     |
| |                                 |               |                                         |                     |
| 12 | (The Flirting Thing)            | Sean McKeever | Takeshi Miyazawa                        | Janvier 2007        |
| Alors qu'Harry révise à la bibliothèque du lycée, une journaliste étudiante, Joy Mercado, lui demande un entretien pour le journal du lycée, qu'il accepte immédiatement ; Mary Jane finit par accepter. L'entretien se déroule mal, Mercado cherchant à coincer Harry et MJ. |                                 |               |                                         |                     |
| |                                 |               |                                         |                     |
| 13 | (The Parker Thing)              | Sean McKeever | Takeshi Miyazawa et Rick Mays           | Février 2007        |
| Gwen demande à parler en privé à Mary Jane pour lui demander conseil au sujet de Peter, qu'elle ne comprend pas : il ne cesse de s'en aller abruptement lors de leurs rendez-vous, sans explication valable. Lors d'un rendez-vous le lendemain, Peter disparaît à nouveau, au moment où Spider-Man arrive et se bat contre l'Homme-sable. Lorsqu'il revient, Gwen annonce à Peter que s'il ne lui explique pas pourquoi il ne cesse de disparaître, ils rompront. |                                 |               |                                         |                     |
| |                                 |               |                                         |                     |
| 14 | (The Secret Thing)              | Sean McKeever | Takeshi Miyazawa                        | Mars 2007           |
| Peter dit son secret à Gwen. Mary Jane, qui pensait qu'ils allaient rompre, est déçue d'apprendre que Gwen sait quelque chose que Peter ne lui a jamais dit. La nouvelle se répand au lycée que Peter Parker a un secret. |                                 |               |                                         |                     |
| |                                 |               |                                         |                     |
| 15 | (The Goodbye Thing)             | Sean McKeever | Takeshi Miyazawa                        | Avril 2007          |
| Peter pense que Gwen est responsable de ce que tout le monde au lycée sait qu'il a un secret. Gwen rompt avec lui en se rendant compte qu'il aime toujours Mary Jane. Spider-Man rend visite à Mary Jane. MJ invite Harry à dîner. |                                 |               |                                         |                     |
| |                                 |               |                                         |                     |
| 16 | (The Simple Thing)              | Sean McKeever | David Hahn                              | Mai 2007            |
| Firestar retrouve Spider-Man et ils passent la soirée ensemble à Central Park, tandis que Mary Jane et Harry se remettent ensemble. |                                 |               |                                         |                     |
| |                                 |               |                                         |                     |
| 17 | (The Guarded Thing)             | Sean McKeever | David Hahn                              | Juin 2007           |
| Firestar et Spider-Man continuent leur coopération ; Firestar essaie d'embrasser Spidey, mais il refuse. Le lendemain, après réflexion, il l'embrasse après avoir arrêté un criminel. Gwen est déprimée après avoir cassé avec Peter, et refuse de lui parler. Une nouvelle élève, Felicia Hardy, arrive au lycée, et défie Liz. |                                 |               |                                         |                     |
| |                                 |               |                                         |                     |
| 18 | (The Nearness Thing)            | Sean McKeever | David Hahn                              | Juillet 2007        |
| Firestar emmène Spider-Man chez elle, dans le New Jersey, pour lui révéler son identité secrète. Gwen aborde Peter au Coffee Bean. Harry passe du temps avec Mary Jane ; sortant de chez elle, il téléphone à son père, Norman, et lui dit qu'il a fait ce qu'il lui avait demandé de faire. |                                 |               |                                         |                     |
| |                                 |               |                                         |                     |
| 19 | (The Thoughtful Thing)          | Sean McKeever | David Hahn                              | Août 2007           |
| Mary Jane apprend que le père de Flash ayant perdu son emploi, Flash doit travailler en soirée comme cuisinier dans un restaurant. Spider-Man rencontre Mary Jane et lui parle de son dilemme au sujet de Firestar. |                                 |               |                                         |                     |
| |                                 |               |                                         |                     |
| 20 | (The Next Thing)                | Sean McKeever | David Hahn                              | Septembre 2007      |
| Gwen se rend à la bibliothèque municipale pour retrouver Peter. Elle lui propose de se remettre en couple, mais Peter refuse. Mary Jane rompt avec Harry. Peter se rend chez MJ et ils renouent amicalement. |                                 |               |                                         |                     |
| |                                 |               |                                         |                     |

## Spider-Man Loves Mary Jane (vol. 2)
| Numéro | Titre     | Scénariste  | Dessinateur    | Date de publication |
| --- | --------- | ----------- | -------------- | ------------------- |
| |           |             |                |                     |
| 1 | (Issue 1) | Terry Moore | Craig Rousseau | Octobre 2008        |
| C'est le jour de la rentrée en Première pour Mary Jane. Elle suit Peter dans la rue pour savoir s'il a un rendez-vous avec une fille.                                    |           |             |                |                     |
| |           |             |                |                     |
| 2 | (Issue 2) | Terry Moore | Craig Rousseau | Novembre 2008       |
| Spider-Man se bat contre Kraven. Mary Jane obtient un petit boulot dans un salon de beauté. Spider-Man raccompagne MJ chez elle le soir même.                            |           |             |                |                     |
| |           |             |                |                     |
| 3 | (Issue 3) | Terry Moore | Craig Rousseau | Décembre 2008       |
| Flash est jaloux car Peter est le tuteur de mathématiques de Liz. |           |             |                |                     |
| |           |             |                |                     |
| 4 | (Issue 3) | Terry Moore | Craig Rousseau | Janvier 2009        |
| Des étudiants harcèlent Mary Jane en créant un site Internet pour se moquer d'elle. Elle soupçonne Harry.                                                                |           |             |                |                     |
| |           |             |                |                     |
| 5 | (Issue 4) | Terry Moore | Craig Rousseau | Février 2009        |
| Mary Jane décide de quitter le club de théâtre. Grâce à Harry, elle découvre qui a mis en ligne le site Internet qui se moquait d'elle, et réussit à le faire supprimer. |           |             |                |                     |
| |           |             |                |                     |

- Cet article est partiellement ou en totalité issu de l'article intitulé « Liste des épisodes de Spider-Man » (voir la liste des auteurs).